# Chrysochroa baudoni
Chrysochroa baudoni es una especie de escarabajo barrenador metálico del género Chrysochroa, categorizada en la tribu Chrysochroini, de la subfamilia Chrysochroinae. Fue descrita científicamente por Descarpentries en 1963.

## Distribución geográfica
Habita en la región indomalaya.

## Tratamiento taxonómico
La especie aparece registrada y publicada en Deux nouveaux Buprestides de l'Indochine (Col.). Bulletin de la Société entomologique de France 68(7- 8):190-192. (1963).